# Opération Shakespeare
Pour les articles homonymes, voir Shakespeare (homonymie).
Pour plus de détails, voir Fiche technique et Distribution.
Opération Shakespeare ou Si la vie vous intéresse au Québec (Renaissance Man) est un film américain réalisé par Penny Marshall, sorti en 1994.

## Synopsis
Bill Rago, brillant publicitaire, se fait néanmoins virer après avoir raté un énorme contrat pour son agence. Bill pointe au chômage et reçoit une proposition d'enseignement dans une école militaire. Sa mission : cultiver l'intelligence de jeunes recrues supposées défavorisées intellectuellement. Par un concours de circonstances, Bill se met à apprendre à ses élèves les pièces de William Shakespeare. L'apprentissage de Shakespeare, mal vu par les supérieurs hiérarchiques des jeunes soldats, servira pourtant à l'épanouissement tant physique qu'intellectuel de ces jeunes recrues plus abandonnées que bêtes et idiotes...

## Fiche technique
- Titre original : Renaissance Man
- Titre français : Opération Shakespeare
- Titre québécois : Si la vie vous intéresse[1]
- Réalisation : Penny Marshall
- Scénario : Jim Burnstein
- Musique : Hans Zimmer
- Direction artistique : Richard L. Johnson
- Décors : Geoffrey Kirkland
- Costumes : Betsy Heimann
- Photographie : Adam Greenberg
- Son : George H. Anderson, Les Lazarowitz, Rodger Pardee
- Montage : George Bowers et Battle Davis (de)
- Production : Elliot Abbott, Sara Colleton, Robert Greenhut et Andrew G. Vajna
  - Production déléguée : Buzz Feitshans (en) et Penny Marshall
  - Coproduction : Timothy M. Bourne et Amy Lemisch
- Sociétés de production : Cinergi Pictures Entertainment, Parkway Pictures et Touchstone Pictures
- Sociétés de distribution : Buena Vista Pictures Distribution (États-Unis) ; UGC Distribution (France)
- Budget : 40 millions de $[2]
- Pays de production :  États-Unis
- Langue originale : anglais
- Format : couleur (Technicolor) — 35 mm — 1,85:1 — son Dolby Digital
- Genre : comédie dramatique
- Durée : 128 minutes
- Dates de sortie[3] :
  - États-Unis, Québec : 3 juin 1994[1]
  - France : 3 septembre 1994
- Classification :
  - États-Unis : accord parental recommandé, film déconseillé aux moins de 13 ans (PG-13 - Parents Strongly Cautioned)[N 1]
  - France : tous publics[4]

## Distribution
- Danny DeVito (VF : Michel Fortin ; VQ : Ronald France) : Bill Rago
- James Remar (VF : Michel Vigné ; VQ : Mario Desmarais) : Le capitaine Tom Murdoch
- Mark Wahlberg (VF : Thierry Mercier ; VQ : Sébastien Dhavernas) : Le soldat Tommy Lee Haywood
- Cliff Robertson (VF : Michel Bardinet) : Le colonel James
- Ed Begley Jr. (VF : Jean-Luc Kayser) : Jack Markin
- Ann Cusack : La secrétaire de Bill
- Richard T. Jones (VF : Jacques Martial) : Le soldat Jackson Leroy
- Lillo Brancato : Le soldat Donnie Benitez
- Kadeem Hardison : Le soldat Jamaal Montgomery
- Khalil Kain (VF : Tanguy Goasdoué) : Le soldat Roosevelt Nathaniel Hobbs
- Stacey Dash (VF : Françoise Dasque ; VQ : Marie-Andrée Corneille) : Le soldat Miranda Myers
- Peter Simmons (VF : Vincent Ropion) : Le soldat Brian Davis, Jr.
- Gregory Sporleder : Le soldat Melvin
- Alanna Ubach : Emily Rago
- Jenifer Lewis (VF : Marie-Christine Darah) : Mme Coleman
- Gregory Hines (VF : Med Hondo) : Le sergent Cass

## Production

### Bande originale
- Cantaloop (Flip Fantasia)
  - Écrit par : Mel Simpson, Geoff Wilkinson, RahSaan Kelly et Herbie Hancock
  - Avec l'aimable autorisation de Blue Note Records, une division de Capitol Records, Inc.
  - Sous licence de Cema Special Markets
  - Interprétée par Us3
- Listen to the Rain
  - Écrit par Stevie Nicks, Monroe Jones et Scott Crago
  - Interprétée par Stevie Nicks
  - Avec l'aimable autorisation de Modern / Atlantic Records
- Archy Breaky Heart
  - Écrit par Don Von Tress
- Hamlet Rap
  - Interprétée par The Double D's
- Life in the Streets
  - Écrit par Frank Peterson, Alex Christensen, Mark Wahlberg et J.Paquette
  - Interprétée par Prince Ital Joe Feat and Mark Wahlberg[5]
  - Avec l'aimable autorisation de eastwest records gmbh, Germany
- R.O.C.K. in the U.S.A.
  - Écrit et interprété par John Mellencamp
  - Avec l'aimable autorisation de Mercury Records
- In Love
  - Écrit par Frank Peterson, Alex Christensen, Mark Wahlberg et J.Paquette
  - Interprétée par Prince Ital Joe Feat and Mark Wahlberg[5]
  - Avec l'aimable autorisation de eastwest records gmbh, Germany
- Washington Post March
  - Interprétée par The 282nd Army Band
- United
  - Écrit par Frank Peterson, Alex Christensen, Mark Wahlberg et J.Paquette
  - Interprétée par Prince Ital Joe Feat and Mark Wahlberg[5]
  - Avec l'aimable autorisation de eastwest records gmbh, Germany

## Sélection
- Festival du cinéma américain de Deauville 1994 : premières - hors compétition pour Penny Marshall[6]

## Éditions en vidéo
- En France, le film Opération Shakespeare est sorti en DVD le 16 novembre 1998[7] et en VOD le 26 janvier 2022[8].

- Au Québec, le film est sorti en DVD / Blu-ray le 1er juillet 2003[1].

## Clins d'œil
Vers la fin du film, les jeunes recrues sont en exercice et doivent ramper dans la boue sous la pluie. Un soldat reçoit comme punition de se tenir debout et de réciter de la poésie, s'il en connaît. Il déclame la fameuse tirade de la pièce Henri V, à la surprise générale. Ses camarades qui l'écoutent reprennent courage pour aller jusqu'au bout de leurs épreuves. Après cela, la hiérarchie militaire, qui considérait initialement les recrues comme inaptes au service armé, revient sur son jugement et les considère comme soudés et motivés et les garde sous l'uniforme.